# Kristian Jensen

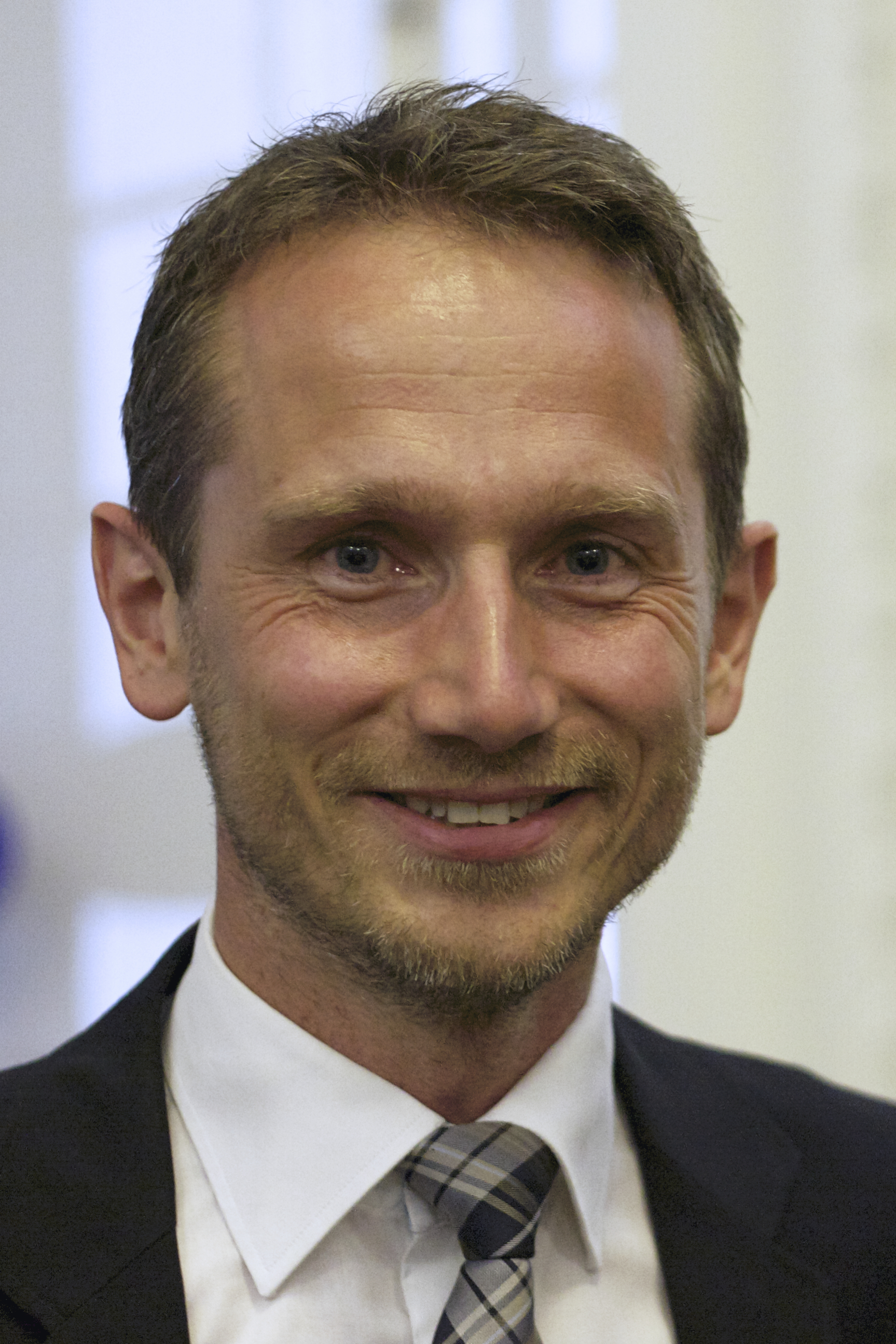
Kristian Jensen (2014)

Kristian Jensen (* 21. Mai 1971 in Middelfart) ist ein dänischer Politiker der Partei Venstre. Er hatte die Ministerposten für Steuern, Äußeres sowie Finanzen inne.

## Leben
Kristian Jensen absolvierte eine Ausbildung zum Bankangestellten von 1991 bis 1993 bei der Unibank und arbeitete bis 1998 dort. 1993 wurde er Mitglied des nationalen Komitees der jungen Liberalen, der Jugendorganisation der Partei Venstre, führte die Organisation von 1995 bis 1997 und war von 1995 bis 1998 sowie seit 2004 Mitglied des Parteivorstands der Venstre.
Vom 11. März 1998 bis 13. November 2007 war Jensen Mitglied des Gemeinderats von Ringkøbing, seit dem 13. November 2007 sitzt er als Abgeordneter von Westjütland im Folketing. Bereits vom 2. August 2004 bis zum 23. Februar 2010 war er Minister für Steuern und vom 28. Juni 2015 bis zum 28. November 2016 Außenminister Dänemarks sowie Vizeregierungschef. Vom 28. November 2016 bis zum 27. Juni 2019 war er Finanzminister. Am 12. Januar 2020 gab Venstre in einer Pressemitteilung bekannt, dass Jensen von seinem Posten als Sprecher für arktische Politik und von allen seinen Ausschussposten freigestellt sei, da er zu einer parteiübergreifenden Arbeit an einem wirtschaftlichen Reformpaket aufgerufen hatte.

## Privates
Jensen ist verheiratet und hat drei Söhne.